# Bella Donna (álbum)
Bella Donna é o álbum de estreia solo da cantora Stevie Nicks, lançado em 1981.
| Críticas profissionais                                                      | Críticas profissionais |
| Avaliações da crítica                                                       | Avaliações da crítica  |
| Fonte                                                                       | Avaliação              |
| --------------------------------------------------------------------------- | ---------------------- |
| allmusic                                                                    | [ 2 ]                  |
| Esta tabela precisa de ser acompanhada por texto em prosa. Consulte o guia. |                        |

## Faixas
Todas as faixas escritas por Stevie Nicks, exceto onde anotado.
1. "Bella Donna" — 5:18
2. "Kind of Woman" (Nicks, Benmont Tench) — 3:08
3. "Stop Draggin' My Heart Around" (Tom Petty, Mike Campbell) — 4:02
  - Interpretado por Stevie Nicks e Tom Petty
4. "Think About It" (Nicks, Roy Bittan) — 3:33
5. "After the Glitter Fades" — 3:27
6. "Edge of Seventeen" — 5:28
7. "How Still My Love" — 3:51
8. "Leather and Lace" — 3:55
  - Interpretado por Stevie Nicks e Don Henley
9. "Outside the Rain" — 4:17
10. "The Highwayman" — 4:49

## Desempenho nas paradas musicais
Álbum
| Parada musical (1981)          | Posição |
| ------------------------------ | ------- |
| Estados Unidos - Billboard 200 | 1       |

Singles
| Ano  | Single                          | Parada                     | Posição |
| ---- | ------------------------------- | -------------------------- | ------- |
| 1981 | "Stop Draggin' My Heart Around" | Pop Singles                | 3       |
| 1981 | "Stop Draggin' My Heart Around" | Hot Mainstream Rock Tracks | 2       |
| 1981 | "Leather and Lace"              | Pop Singles                | 6       |
| 1981 | "Leather and Lace"              | Hot Mainstream Rock Tracks | 26      |
| 1981 | "Leather and Lace"              | Adult contemporary         | 10      |
| 1982 | "Edge of Seventeen"             | Pop Singles                | 11      |
| 1982 | "Edge of Seventeen"             | Hot Mainstream Rock Tracks | 4       |
| 1982 | "After the Glitter Fades"       | Pop Singles                | 32      |
| 1982 | "After the Glitter Fades"       | Adult contemporary         | 34      |
| 1982 | "After the Glitter Fades"       | Country Singles            | 70      |